# Майоров Максим Миколайович
Майоров Максим Миколайович — ((позивний «Псіх»); народився 23 травня 1980 року в місті Мелітополь,  Запоріжської області, Україна — 31 серпня 2022 року, Павлівка, Донецької області) — Старший солдат Збройних сил України, нагороджений орденом «За мужність» III ступеня (2022) (посмертно),

## Життєпис
Закінчив у 1998 році Мокрокалигірський професійний аграрний ліцей.
Закінчив у 2018 році  Державний професійно-технічний навчальний заклад "Черкаський навчальний центр Міністерства аграрної політики та продовольства України"
Довгий час працював будівельником. Дуже любив читати. Гарно знав історію України.
Під час повномасштабної війни чоловік воював за рідну державу у лавах ЗСУ. Був навідник кулеметного взводу 72-ї окремої механізованої бригади імені Чорних Запорожців.

### Повномасштабне вторгнення
Учасник Російське вторгнення в Україну (2022) .
Поховали Максима в селі Мокра Калигірка на Черкащині.

.

## Родина
- Дружина, Майорова Інна Юріївна(розлучені)
- Дочка, Майорова Ангеліна Максимівна
- Дочка, Майорова Вероніка Максимівна

## Нагороди
- орден «За мужність» III ступеня (2022) (посмертно) — за особисту мужність і самовіддані дії, виявлені у захисті державного суверенітету та територіальної цілісності України, вірність військовій присязі.[1]